# 中田信一郎
中田 信一郎（なかだ しんいちろう、1952年 - ）は、日本の映画監督、脚本家。横浜放送映画専門学校（現・日本映画大学）卒業。

## 略歴
慶應義塾大学卒業後、ベルスクール・オブ・ケンブリッジ（英国）に留学。帰国し横浜放送映画専門学校（現・日本映画大学）に入学。卒業後、映画『復讐するは我にあり』等、今村昌平、大林宣彦の助監督を経験。1988年短編映画集『不可思議物語』で映画監督デビューする。

## 作品
助監督
- 「シブがき隊　ボーイズ＆ガールズ」（1982年）
- 「縄の女王」（1985年）
- 「あいつに恋して」（1987年）
- 「パンダ物語　熊猫的故事」（1988年）
- 「北京的西瓜」（1989年）
- 「グッバイ・ママ」（1991年）
- 「リトル・シンドバッド　小さな冒険者たち」（1991年）
- 「私の心はパパのもの」（1992年）
- 「シンガポール・スリング」（1993年）
- 「秘祭」（1998年）
- 「たとえ世界が終わっても」（2006年）
- 「俺は、君のためにこそ死ににいく」（2007年）

監督
- 「不可思議物語 2都死生活カタログ」（1988年）
- 「不可思議物語 6家庭」（1988年）
- 「大人になりたい」（1991年）
- 「プリティガール2 チャコより愛をこめて」（1991年）
- 「悪い金儲け」（1992年）
- 「野獣伝説」（1993年）
- 「新書ワル2　挑戦篇」（1993年）
- 「サギ　共謀者」（1993年）
- 「横浜ばっくれ隊」（1994年）
- 「横浜ばっくれ隊　夏の湘南純愛篇」（1994年）
- 「麗霆゛子 レディース!!」（1994年）※および脚本担当
- 「裏ゴト師」（1995年）
- 「麗霆゛子 レディース!!総長最後の日」（1995年）
- 「麗霆゛子 レディース!!MAX」（1996年）
- 「田山幸憲のパチプロ日記」（1997年）
- 「うしろの百太郎 」（1997年）
- 「性の逆襲」（1997年）
- 「ゴト師株式会社　ルーキーズ　THE MOVIE」（1999年）
- 「強奸監禁ビデオショップ」（1999年）
- 「ゴト師株式会社　ルーキーズ2」（2000年）
- 「TOMOKO もっとも危険な女」（2000年）
- 「危険をかう男」（2002年）
- 「性犯罪事件簿　アネモネの神話」（2002年）
- 「北の狼」（2003年）
- 「風魔忍郡　血蜘蛛の十蔵」（2003年）
- 「昭和博徒外伝」（2003年）
- 「昭和博走伝」（2003年）
- 「天使がくれたもの（2007年）
- 「闇金リアルゲーム」（2017年）※および脚本担当

脚本のみ
- 「博徒道 襲名披露」（2004年）